# 팻 퀸 (정치인)

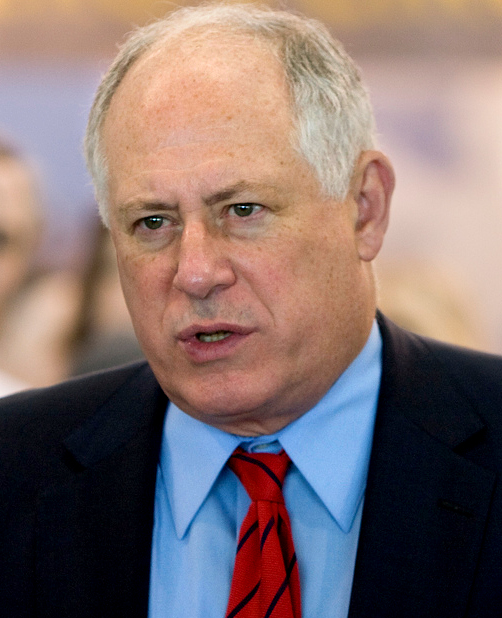
팻 퀸

패트릭 조지프 퀸 3세(Patrick Joseph Quinn III, 1948년 12월 16일 ~ )은 미국의 정치인으로, 제41대 일리노이 주지사이다.
장애 성인들의 사망의 조사에 대한 주정부 감독을 강화하는 행정 명령을 일리노이 주지사 팻 퀸이 내렸는데, 왜냐하면 최근의 벨벌 뉴스-데머크랫 [신문] 탐사가, 2003년 이후로, 인적 서비스 부의 감사관이 재가 장애인들에 대해서 기관의 정보망에 접수된 53건의 제보들을 조사하지 않았다는 것을 밝혔기 때문인데 학대당하거나 방임되어서 후에 사망했다는 의혹이 제기되었던 장애인들이다.

## 역대 선거 결과
| 선거명      | 직책명            | 대수 | 정당   | 득표율 | 득표수      | 결과 | 당락                     |
| ----------- | ----------------- | ---- | ------ | ------ | ----------- | ---- | ------------------------ |
| 1990년 선거 | 일리노이 재무장관 | 70대 | 민주당 | 55.70% | 1,740,742표 | 1위  | 일리노이주 재무장관 당선 |
| 2002년 선거 | 일리노이 부지사   | 45대 | 민주당 | 52.54% | 1,847,040표 | 1위  | 일리노이 부지사 당선     |
| 2006년 선거 | 일리노이 부지사   | 45대 | 민주당 | 49.82% | 1,736,219표 | 1위  | 일리노이 부지사 당선     |
| 2010년 선거 | 일리노이 주지사   | 41대 | 민주당 | 46.79% | 1,745,219표 | 1위  | 일리노이 주지사 당선     |
| 2014년 선거 | 일리노이 주지사   | 42대 | 민주당 | 46.35% | 1,681,343표 | 2위  | 낙선                     |